# LNG Live
LNG Live（前稱LNG WorkShop、六鳥歌工作室，簡稱LNG），為台灣網路遊戲實況節目，成員由六嘆（6tan）、鳥屎（Niaws）、老王（Wannasinging）、Leggy、八毛（Bamow）、小六（Mabushii）所組成。因在遊戲《英雄聯盟》中將成員互動的片段剪輯後上傳至YouTube的影片爆紅而知名。

## 特色
LNG Live會於每月至少一次的週六晚上至週日凌晨實況節目，節目大部分內容為成員之間的聊天談話，也會運用聊天室與觀眾互動，偶爾則會實況網路遊戲、桌上遊戲等。其中，節目內容含有黃色和黑色幽默。實況結束後，會有網友後製將部分片段剪輯上傳。而這樣的特色因此受到網路的風潮與年輕人的喜好。
LNG Live也會每年在台灣各地舉辦粉絲見面會，稱作「台聚」。

## 成員介紹
| 名字  | 簡介 |
| ----- | --- |
| 六嘆  | - 本名汪光磊，1986年3月8日出生，桃園中壢人。 - 曾為雷亞遊戲公司員工，於Deemo中負責遊戲設計和維修人員。 - 曾任Justin.tv、Twitch繁中區管理員。 - 於麥卡貝網路電視《現在宅知道》擔任主持人。 - 曾於麥卡貝網路電視「Game爆你的夜」、《PS玩樂DNA》擔任主持人。 - 代表著LNG中的L，源於「六嘆」的「六」發音。 - 飼養一隻貓叫「蕾蕾」。 - 加拿大尼加拉基督書院高中部畢業、大華中學國中部畢業，亦曾於高中一年級就讀楊梅高中。 - 大學時去加拿大留學就讀謝爾丹學院美術相關科系。 - 與成員Leggy曾為情侶，已於2017年分手。 |
| 鳥屎  | - 本名蘇志翔，1991年4月11日出生，桃園中壢人。 - 曾任Justin.tv、Twitch繁中區管理員。 - 於麥卡貝網路電視《現在宅知道》擔任主持人。 - 代表著LNG中的N，源於「鳥屎」的「鳥」發音。 - 飼養一隻柴犬叫「維麗嘉杜斯妥也夫斯基」（燒餅），後又養了一隻貓取作「燒賣」。 - 臺北藝術大學劇場藝術創作研究所表演組、中國文化大學戲劇學系、復旦中學高中部、大華中學國中部、忠貞國小畢業。 - 猓玀苑董事長 - 2025與顏辰歡登記結婚                                                                                               |
| 老王  | - 本名林舒婷，1989年5月25日出生，台北社子人、宜蘭人。 - 代表著LNG中的G，源於早期的實況名字「歌姬」的「歌」發音。 - 高雄醫學大學香粧品學系、內湖高中、社子國小畢業。 - 曾任職於銀行業。 - 曾演出多場音樂劇 - 與成員八毛為情侶 |
| Leggy | - 1989年3月5日出生，桃園埔心人。 - 早期為niconico生放送主，原名為レキ（Reki）。不過太多人讀音錯誤，索性改成目前的Leggy 。 - 飼養兩隻貓，分別為「探探」和「努努」。 - 台灣科技大學資訊管理系、中壢高商、仁美國中、楊明國小畢業。 - 曾任職網頁工程師。 - 據本人所說是因為想唱獵人的片頭曲而學日文。 - 與成員六嘆曾為情侶，已於2017年分手。 |
| 八毛  | - 本名邱思諺，1991年11月13日出生，桃園人。 - 育達高中餐飲管理科、永豐高中國中部畢業。 - 參加LNG第一屆北部台聚後和六嘆、鳥屎、老王熟識，而後加入LNG一起實況。 - 飼養一隻貓叫「悅悅」。 - 與成員老王為情侶 |
| 小六  | - 本名晉峰，1991年6月28日出生，屏東人。 - 中國文化大學社會福利學系畢業。 - 鳥屎的大學室友，在服完兵役後被鳥屎等友人說服進入了實況圈並加入LNG一起實況。 - 曾飼養一隻白文鳥叫「阿醜」。 - 常被LNG的大家以及觀眾稱為地精。 - 2024與李迅登記 |

## 歷史沿革[2]

### 2009年 六嘆嘆白目電視台
2009年9月，六嘆在Justin.tv成立了他的第一個頻道sixwong，叫做「六嘆嘆白目電視台」，開始做繪圖及遊戲實況。觀眾人數約在3~10人左右。當時亦沒有固定實況時間，純粹只是喜歡開台和朋友同樂。
2010年，鳥屎加入一起開台。
2010年年底，因為硬體限制，就幾乎沒有再繼續開實況了。

### 2011年 薩爾納加洞穴美術館
2011年6月，六嘆成立了薩爾納加洞穴美術館（XNCart），名字緣於遊戲星海爭霸的「薩爾納加洞穴」這張地圖。因為六嘆本身喜歡畫圖，當時也正在玩星海爭霸，畫了許多關於星海爭霸的圖，為了拋磚引玉而申請一個Facebook粉絲專頁，讓大家分享自己的美術作品。後來又重回實況，實況內容為電繪，也常與鳥屎一起聊天。並開始有想要經營實況台的想法。

### 2011年 LNG Radio
開始經營實況台後，決定邀請一些來賓參加星海特別節目。於是請了當時常在星海版上分享同人歌曲的星海歌姬（老王，WannaSinging）擔任第一位來賓。節目過程中聊得很投緣，便邀請老王成為固定班底，並開始進行新的節目。
2011年9月，LNG Radio成立。由於有星海版的原始觀眾，以及被不同時段、不同節目吸引進來的觀眾，觀眾和粉絲有慢慢變多的趨勢。除了每周固定的網路直播外，也舉辦現場的LNG Radio台聚，讓觀眾們可以互相認識交流。

### 2012年 LNG WorkShop
當時的實況內容已經開始不再侷限於星海爭霸了，於是想要建立一個新的粉絲專頁，也因為團隊成員會越來越多，所以想要給實況團隊取一個名字。本來有想過許多好笑的名字，但是想起觀眾還是最熟悉LNG Radio這個節目，所以保留了LNG三個英文字，並加入了Workshop這個單字，意味著工作坊，或是一個研討會的感覺，因為除了實況、玩遊戲、唱歌、畫圖外，也會關心時事以及跟觀眾們談話。

### 2017年 成立吉祥物
2017年4月9日，由整隻山羊、八毛的下半身以及鳥屎的臉、鳴人的左手和肌肉猛男的右手合成熏喑太怯帥，並以此為吉祥物。(由鳥屎本人提出加入維基)

### 2018年 LNG Live，全員專注個人活動
近年團隊成員能聚集在一起的時間變少，實況內容不再像以往豐富，在2018年做出大改版，首先將固定開台時間改為每個月第二個禮拜六的晚上，且會盡量全員到齊。而其他的禮拜六，成員如有活動也會在LNG Live的Twitch頻道開實況，如開台時間在白天，而原訂的晚上開台時間將會播放錄影紀錄。其次為成立新的YouTube精華頻道，而此頻道的所有收益都將歸納為共同活動費用，並將原本的YouTube頻道改為實況存檔頻道。台聚改為官方舉辦，並增加了實況剪輯條約。
- 2018年2月19日，Facebook粉絲專頁與Twitch頻道名稱更換。
- 2018年2月20日，新成立的精華頻道上傳第一支影片，剪輯者為懶熊。

## 入圍與獲獎
| 年份 | 獎項   | 提名                   | 結果 | 其他入圍者                          | 備註  |
| ---- | ------ | ---------------------- | ---- | ----------------------------------- | ----- |
| 2015 | 赤翼獎 | 最佳網路表演團體獎     | 獲獎 | - 快樂老皮與他的夥伴 - 這群人 TGOP  | [ 7 ] |
| 2015 | 赤翼獎 | 最佳網路節目製作團隊獎 | 獲獎 | - 瘋神無雙 - MoMoDa 數位娛樂        | [ 7 ] |
| 2015 | 赤翼獎 | 最佳直播影片創意獎     | 提名 | - 柏慎（【台語版】遊戲王） - 谷阿莫 | [ 7 ] |

## 外部連結
- YouTube上的LNG 實況存檔頻道
- YouTube上的LNG 精華頻道
- LNG Live的Facebook專頁
- LNG Live的Twitch频道
- 六嘆的Facebook專頁
- 鳥屎的Facebook專頁
- 老王的Facebook專頁
- Leggy的Facebook專頁
- 八毛的Facebook專頁
- 小六的Facebook專頁